# Hóquei de sala

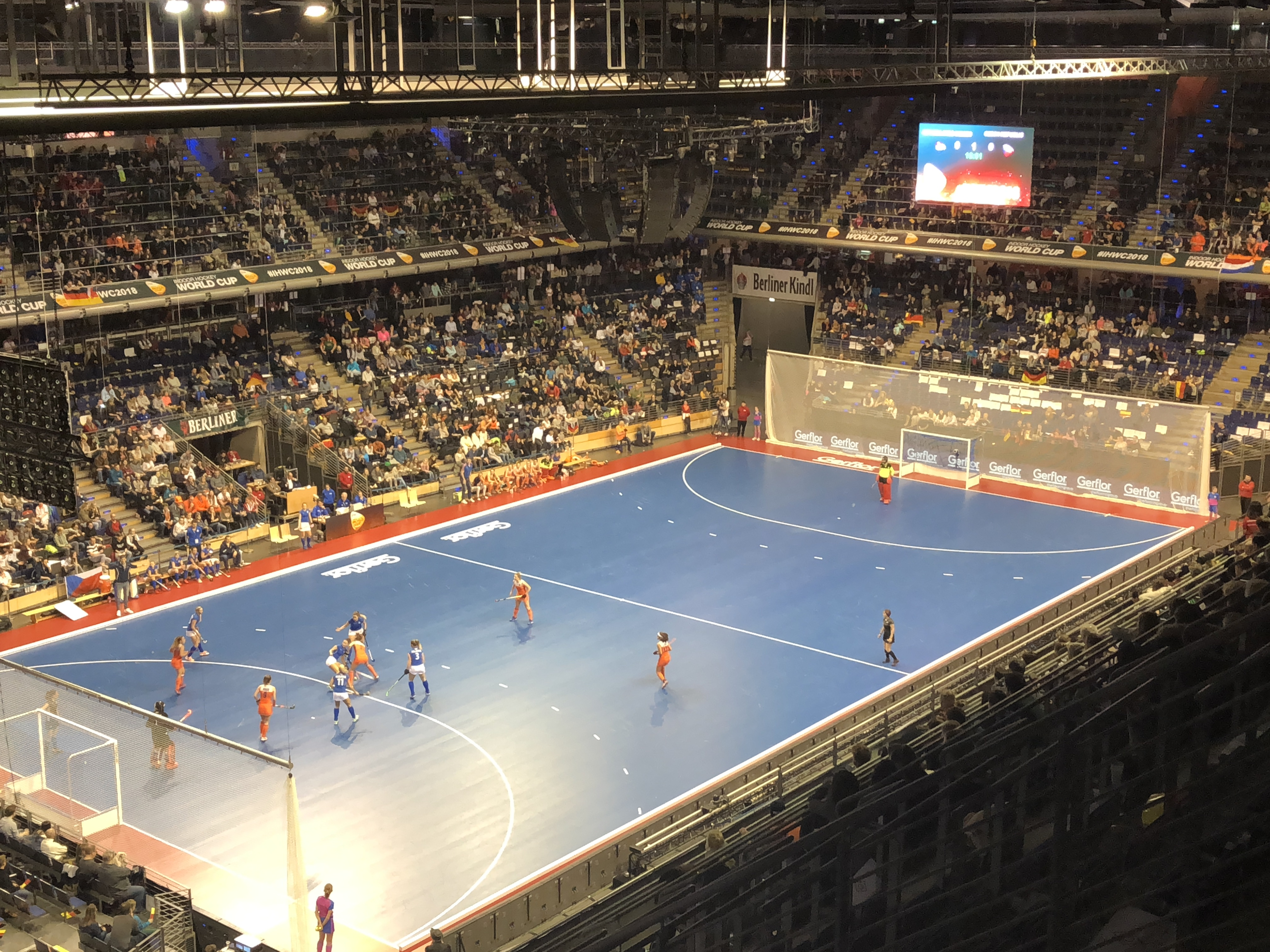
Partida de hóquei de sala.

O hóquei de sala (Portugal) ou hóquei indoor (Brasil) (Indoor Hockey, em inglês) é uma variante do hóquei em campo.

## História

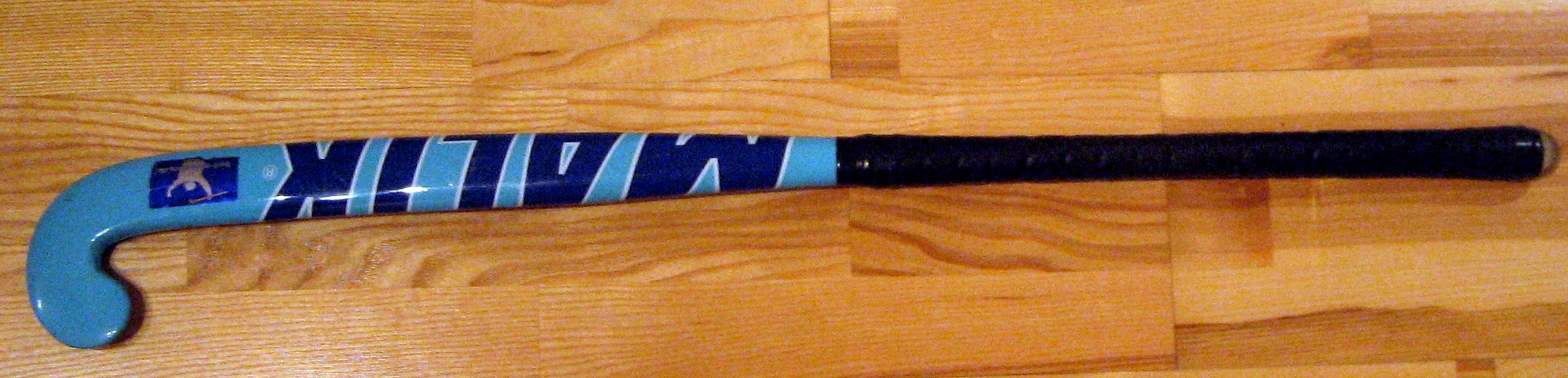
Stick de hóquei de sala

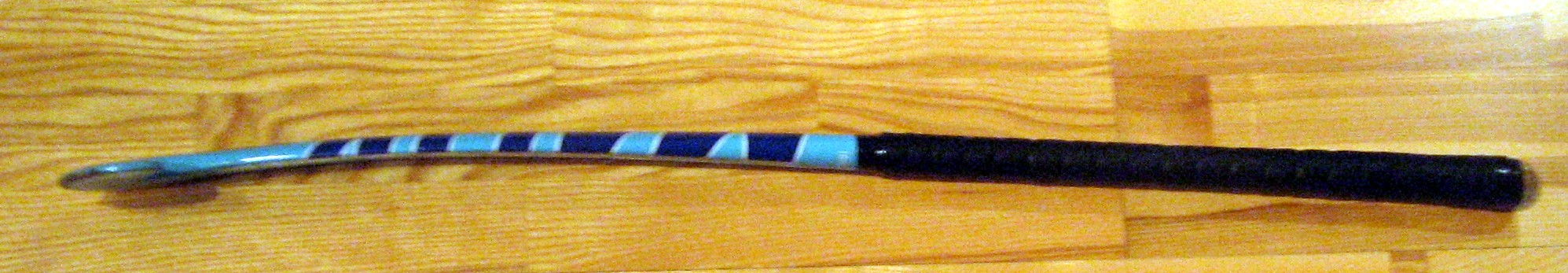
Stick de hóquei de sala

O hóquei de sala foi criado na Alemanha nos anos 1950, se espalhando rapidamente pelos outros países europeus. Por sorte, a Bélgica se tornou um dos países que adotaram a variante do hóquei de campo, e em 1966 Rene Frank, nascido na Bélgica, se tornaria mais tarde presidente da Federação Internacional de Hóquei (FIH), persuadido pela Associação Alemã de Hóquei para oferecer a responsabilidade acima das regras de hóquei de sala para a FIH. Esta levou a FIH a reconhecer o hóquei de sala na constituição de 1968.
O primeiro campeonato oficial sancionado pela FIH em hóquei coberto foi realizado em 1972.

## Regras do Hóquei indoor

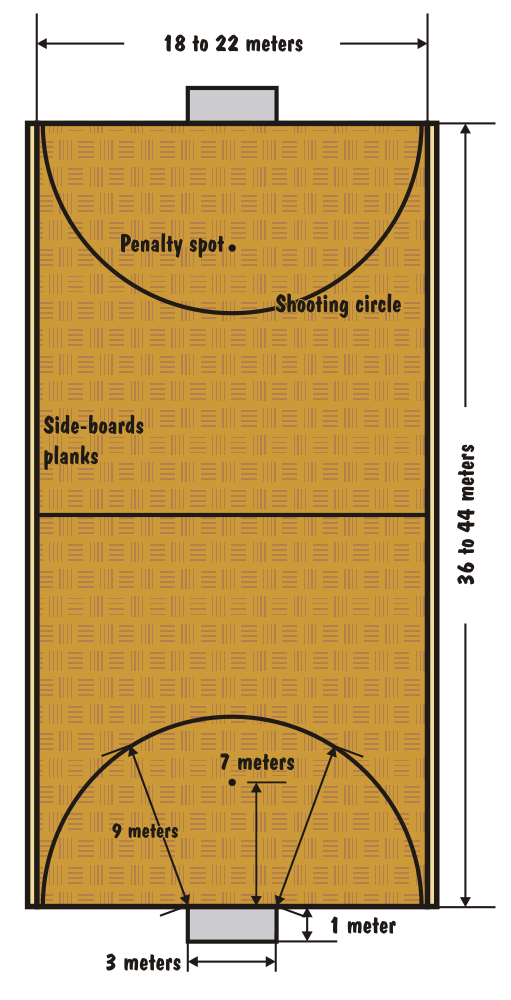
Dimensões de uma quadra de hóquei de sala

O hóquei de sala difere do hóquei em campo por vários motivos:
- O pavilhão (indoor) é um pouco menor do que ao ar livre (outdoor). Tem 18m a 22m de largura por 36m a 44m de comprimento, dividido por uma linha central. A área é composta de um semicírculo que mede cerca de 9m de cada baliza. As linha laterais marcam os lados do campo ajudando a manter a bola no campo recorrendo para isso a tabelas. O campo é feito de madeira ou de resina sintética.
- As balizas são semelhantes: 2m de altura por 3m de largura e o mínimo de 1m de profundidade e são um pouco maiores que às usadas no Handebol.
- A equipe é composta por 6 jogadores (5 jogadores e 1 Guarda Redes) em cada uma das equipas (total de 12 jogadores).
- O jogo é composto por 2 tempos de 20 minutos (em alguns países como Portugal/Alemanha etc., o tempo a nível de competição interna é de 25 min cada parte).
- Os jogadores não podem bater na bola ("stickar"), mas somente puxá-la, desviá-la, ou empurrá-la e também não pode levantar a bola exceto na área e com a hipótese de marcar um gol.
- As bolas e os sticks são semelhantes, mas os jogadores preferem os sticks mais finos do que ao ar livre, já que este é um jogo que não é possível "stickar" a bola (ato de levantar o stick acima da cintura e bater a bola).
- Não existem reposições de linha lateral já que são usadas tabelas (15 cm), que fazem parte integrante do jogo.
- Quando a bola sai pela linha de fundo, mesmo que defendida pelo Guarda Redes (ou goleiro), não é marcado canto a favor da equipe que ataca, mas sim bola de saída para a equipe que defende, já que o canto quando é marcado é idêntico ao canto curto da variante de hóquei de campo, ou seja, pune uma falta dentro da área ou então uma bola jogada de propósito para fora por um defesa.

## Temporada
Em alguns países o hóquei de sala é jogado o ano inteiro (existindo até países como a Holanda que tem atletas que só jogam principalmente uma variante: Campo ou Sala), em outros como a Alemanha e a Áustria, Portugal e Espanha a temporada de hóquei de sala é dividida entre o hóquei ao ar livre (outdoor) no verão e ao hóquei coberto (indoor) no inverno. Há muita crítica porque isso gera impasse desses países nas oportunidades de uma competição internacional, mas em outro lado o clima do norte europeu favorece o hóquei coberto no inverno, e as partidas ao ar livre podem ser injogáveis devido à neve e ao gelo.
Na Alemanha o hóquei coberto é bastante popular entre vários jogadores, e devido aos campos menores e ao uso de aparadores o jogo corrido é mais rápido. Também é tecnicamente e fisicamente muito exigente.

## Portugal
Em Portugal os melhores resultados têm sido obtido nesta variante, conseguindo a seleção sub-21 já ter conquistado um 4º lugar na divisão principal AA.
A nível de equipas, a A.Acadêmica de Espinho e a A.Desportiva de Lousada já marcaram presença na Taça dos Campeões Europeus Divisão A (principal divisão europeia em que jogam os melhores jogadores do mundo). Internamente, Sport Club do Porto, Associação Acadêmica de Espinho e Associação Desportiva de Lousada já conquistaram campeonatos nacionais nesta variante.
Atualmente a equipe da A.D. Lousada distingue-se uma vez que venceu os últimos campeonatos, sendo a equipa com mais títulos nacionais em todos os escalões nesta variante.
Nos últimos anos, a fama e o mérito dos jogadores Portugueses tem sido reconhecidos nesta variante, levando a que alguns joguem em Espanha em equipas semi profissionais ou mesmo profissionais.
Ao nível dos femininos o Dramático de Cascais foi sem dúvida a melhor equipa, tendo sido campeã nacional por sete vezes consecutivas. Conquistando também uma taça dos campeões europeus e mais algumas classificações bastante positivas.
Apesar disso a AD Lousada venceu os últimos campeonatos nacionais femininos de Portugal.

## Copa do Mundo
A primeira copa do mundo de hóquei de sala foi realizada em Leipzig, Alemanha, em 2003, onde a seleção da casa ganhou a competição no masculino e no feminino. Eles defenderam o título, em Viena, Áustria em Fevereiro de 2007 no masculino, mas foram eliminados no feminino pela seleção da Espanha, que perdeu a final contra a seleção dos Países Baixos. Geralmente as finais do hóquei de sala nos campeonatos europeus e internacionais, tanto a nível de seleções, como a nível de clubes, são disputadas pela Alemanha e Polônia.